# فرانسوا مانسار
 فرانسوا مانسار (انگلیسی: François Mansart؛ ۱۳ ژانویهٔ ۱۵۹۸ – ۲۳ سپتامبر ۱۶۶۶) یک معمار اهل فرانسه بود.